# 湘煤集团
湘煤集团，全称湖南省煤业集团有限公司，是湖南省政府重点支持加快发展的能源企业。现有正式员工3万余人，控制煤炭资源总量60余亿吨。在湖南和新疆拥有各级子公司56家。

## 历史
湘煤集团成立于2006年6月19日,是整合由中央煤炭部下放的涟邵矿业集团有限公司、资兴矿业集团有限公司、白沙煤电集团有限公司及省属的长沙矿业集团有限公司、湘潭矿业集团有限公司和湖南省辰溪煤矿六家省属煤矿企业组建成立的大型国有企业,
2009年，湘煤集团集中原煤优势资产， 联合国电、大唐等大型企业共同发起设立了湖南黑金时代股份有限公司，目前正在筹备上市。在做强做大煤炭主业的同时，湘煤集团大力发展非煤产业。

2018年至2020年，集团连续三年收入破百亿元、利税贡献近10亿元，利润稳定在2.5至2.8亿元。

2023年营收达到181.07亿元，利税17.03亿元，其中利润8.02亿元，位列“中国煤炭企业50强”第40位。

## 事件
2018年，新華社長沙5月22日電（記者陳文廣）：湖南省煤業集團有限公司原黨委書記、董事長覃道雄受賄、貪污、濫用職權，被湖南省岳陽市中級人民法院判处有期徒刑9年，並處罰金人民幣60萬元。